# 張貴人 (東晉)
張貴人（366年?—396年后），晉孝武帝司馬曜寵妃。

## 生平
晉孝武帝司馬曜早年尚稱有為之君，後因重臣謝安逝世，司馬道子當權，於是沉溺於酒色中，很少有清醒的時候，外人亦很難見到他。當時張貴人是後宮最得寵的妃子，所有人都對她相當畏懼。
一日，晉孝武帝在後宮宴飲，歌妓與樂隊侍奉兩側。酒酣耳熱之際，喝醉的晉孝武帝對當時已年近三十的張貴人開玩笑說：「以妳的年紀，應該要被廢黜啦，我喜歡更年輕的。」張貴人聽到這話，心裡非常憤怒，夜裡趁晉孝武帝酒醉在消暑殿睡覺時，先用酒打發宦官們去休息，再命令婢女用被子將司馬曜的臉蒙起來，將晉孝武帝活活悶死。事後，重金賄賂左右侍從，說晉孝武帝「因魘暴崩」。权臣司马道子、司马元显父子也没有追究到她为弑君凶手。